# Первапорација
Первапорација је техничка операција, новијег датума, која има заједничке елементе са реверзном осмозом и сепарацијом гасова.

## Опште информације
Первапорација је сепарациони процес у коме се двокомонентна или вишекомпонентна течна мешавина раздваја парцијалним испаравањем кроз густу, непорозну мембрану. У току процеса первапорације сировина је у директном контакту са једном страном мембране, док се пермеат одводи у виду паре са друге стране мембране.
Погонска сила је градијент хемијског потенцијала, који се остварује разликом парцијалних притисака пермеата дуж мембране, која се остварује
- снижењем притиска са стране пермеата кондензацијом паре пермеата,
- коришћењем вакуум пумпе,
- струјом инертног гаса са стране пермеата.[7]

## Намена
Намена первапорације је рaздвајање мешавина код којих су температуре кључања компоненти блиске или азеотропа које је иначе тешко раздвојити дестилацијом или другим процесима. У том смислу главна примена первапорације је у: 
- Дехидрацији оганских растварача, нарочито у дехидрацији раствора етанола, чија азеотропна тачка достиже на око 95% етанола, тако да сепарациони проблем не може да се реши конвенционалним методама. Међутим мембране за первапорацију могу да произведу и раствор са више од 99,9% етанола из почетног раствора.
- За издвајање растворених органских једињења из воде и за сепарацију органских мешавина.[9]

Первапорација је ефикасна за разблаживање раствора који садрже трагове или мање количине компоненте коју треба уклонити. На основу тога хидрофилне мембране се користе за дехидрацију алкохола који садрже малу количину воде, а хидрофобне мембране се користе за уклањање / обнављање трагова количине органских састојака из водених раствора.
Первапорација је ефикасна алтернатива за уштеду енергије процесима попут дестилације и испаравања. Омогућује размену две фазе без директног контакта. 
Примери укључују дехидрацију растварача: дехидратацију етанола / воде и изопропанола / водених азеотропа, континуирано уклањање етанола из ферментатора квасца, континуирано уклањање воде из реакција кондензације као што су естерификације за побољшање конверзије и брзине реакције, увођење мембранске масене спектрометрије, уклањање органских растварача из индустријске отпадне воде, комбинација дестилације и первапорације / пропусности паре и концентрација хидрофобних ароматичних једињења у воденим растворима (коришћењем хидрофобних мембрана)
Недавно су на тржиште представљене бројне органофилне мембране первапорације. Органофилне мембране продора могу се користити за одвајање органско-органских смеша, нпр .: смањење садржаја ароматика у рафинеријским токовима, ломљење азеотропа, пречишћавање екстракционих медија, прочишћавање тока производа након екстракције и пречишћавање органских растварача.

## Материјали
Хидрофобне мембране се често занивају на полиметилсилоксану где се стварни механизам одвајања заснива на горе описаном моделу дифузије раствора.
Хидрофилне мембране су широко доступне. До данас комерцијално најуспешнији систем мембрана заснован је на поливинил алкохолу. У новије време су такође доступне мембране на бази полиаимида. Да би се превазишли унутрашњи недостаци полимерних мембранских система керамичке мембране су развијене у последњем десетљећу. Те се керамичке мембране састоје од нанопорозних слојева на врху макропорозног носача. Поре морају бити довољно велике да молекули воде пролазе кроз и задржавају остала отапала која имају већу молекуларну величину, као што је етанол. Као резултат, добија се молекуларно сито са величином пора од око 4 ангстрема. Најчешћи члан ове класе мембрана је онај заснован на зеолиту А.
Алтернативно овим кристалним материјалима, структура слојева је аморфна и може бити прилагођена молекуларној селективности. Ове мембране су произведене хемијским процесима сол-гел. Истраживање нових хидрофилних керамичких мембрана фокусирано је на титанијум или цирконијум.